# Большие Пурневичи
Больши́е Пурне́вичи (бел. Вялікія Пурневічы) — деревня в Барановичском районе Брестской области Белоруссии. Входит в состав Почаповского сельсовета. Население по переписи 2019 года — 19 человек.

## География
Расположена в 29 км (41 км по автодорогам) к северо-северо-западу от центра Барановичей, на расстоянии 5,5 км (8 км по автодорогам) к северо-востоку от центра сельсовета, агрогородка Почапово. Граничит с деревнями Малые Пурневичи и Зазерье. Неподалёку находится речка Своротва. Есть кладбище.

## История
В 1909 году — деревня (51 двор, 289 жителей) и имение (1 двор, 5 жителей) Пурневичи Почаповской волости Новогрудского уезда Минской губернии, действовало народное училище.
После Рижского мирного договора 1921 года — в составе гмины Почапово Новогрудского повета Новогрудского воеводства Польши.
С 1939 года — в составе БССР, в 1940–62 годах — в Городищенском районе Барановичской, с 1954 года Брестской области. Затем передана в состав Барановичского района. С конца июня 1941 года до июля 1944 года оккупирована немецко-фашистскими войсками.
В советское время деревня Пурневичи разделилась на Большие и Малые Пурневичи.
До недавнего времени работал магазин.

## Население
| Численность населения (по переписи) | Численность населения (по переписи) | Численность населения (по переписи) | Численность населения (по переписи) | Численность населения (по переписи) | Численность населения (по переписи) | Численность населения (по переписи) |
| 1909                                | 1921                                | 1959                                | 1970                                | 1999                                | 2009                                | 2019                                |
| ----------------------------------- | ----------------------------------- | ----------------------------------- | ----------------------------------- | ----------------------------------- | ----------------------------------- | ----------------------------------- |
| 294                                 | ↘156                                | ↗160                                | ↗164                                | ↘39                                 | ↘21                                 | ↘19                                 |